# Necon Air
Necon Air era una compagnia aerea nepalese con sede a Kathmandu. La compagnia aerea è stata la prima compagnia aerea privata del Nepal ed è stata fondata il 14 settembre 1992 con un aereo Hawker Siddeley HS 748 come flotta iniziale. La compagnia aerea ha sospeso i voli a tempo indeterminato nel 2003 a causa di difficoltà finanziarie ed il titolo è stato cancellato dalla Borsa del Nepal nel 2006.

## Storia
Necon Air è stata fondata nel 1992 come prima compagnia aerea privata del Nepal.
Nel 2001, la compagnia aerea si è parzialmente fusa con altre due compagnie aeree locali, Shangri-La Air e Karnali Air. In questo contesto, Necon Air ha rilevato la flotta di due Beechcraft 1900D di Shangri-La Air. Vennero subito annunciati piani per aggiungere due aerei Boeing o Airbus di medie dimensioni entro settembre 2002 per estendere la rete a nuove destinazioni regionali nell'Asia meridionale e in Cina. Il presidente esecutivo di Karnali Air, Narayan Singh Pun, assunse la carica di presidente esecutivo e amministratore delegato di Necon Air.
Necon Air sospese tutti i voli a tempo indeterminato nel 2003 a causa di difficoltà finanziarie. Oltre al debito verso le banche commerciali private, la compagnia aerea doveva anche 20 milioni di rupie all'Autorità per l'aviazione civile del Nepal per tasse di atterraggio e di terra e ulteriori 20 milioni alla Nepal Oil Corporation per la fornitura di carburante. La compagnia aerea era anche in controversia con la Raytheon Company riguardo al leasing e agli accordi finanziari per il loro aereo Beechcraft 1900.

## Destinazioni
Necon Air ha servito regolarmente le seguenti destinazioni, che sono state cancellate alla chiusura delle operazioni o poco prima:
| Nazione | Città           | Aeroporto                                    | Note |
| ------- | --------------- | -------------------------------------------- | ---- |
| India   | Patna           | Aeroporto Jay Prakash Narayan                |      |
| India   | Varanasi        | Aeroporto Internazionale Lal Bahadur Shastri |      |
| India   | Bhadrapur       | Aeroporto di Bhadrapur                       |      |
| India   | Biratnagar      | Aeroporto di Biratnagar                      |      |
| India   | Janakpur        | Aeroporto di Janakpur                        |      |
| India   | Kathmandu       | Aeroporto Internazionale Tribhuvan           | HUB  |
| India   | Siddharthanagar | Aeroporto Internazionale Gautam Buddha       |      |
| India   | Nepalgunj       | Aeroporto di Nepalgunj                       |      |
| India   | Pokhara         | Aeroporto di Pokhara                         |      |
| India   | Simara          | Aeroporto di Simara                          |      |

## Flotta
Necon Air ha utilizzato i seguenti aerei nel corso della sua storia:
| Aereo                  | In flotta | Note                                                       |
| ---------------------- | --------- | ---------------------------------------------------------- |
| ATR 42                 | 2         | Registrati 9N-AFU e 9N-AGP                                 |
| Hawker Siddeley HS 748 | 6         | Registrati 9N-ACH, 9N-ACM, 9N-ACP, 9N-ADE, 9N-AEG e 9N-AEH |
| Beechcraft 1900        | 2         | Registrati 9N-AGI e 9N-AGL                                 |
| Cessna 208             | 2         | Registrati 9N-ADA e 9N-AEF                                 |